# Thures
Thures è una frazione del comune di Cesana Torinese situata in val Thuras, alta Val Susa, a 1.660 metri s.l.m., già comune autonomo fino 1928 quando fu unito al comune di Cesana con Regio Decreto 8 novembre 1928, n. 2541. 

## Geografia fisica
La borgata sorge in territorio montano nella valle del torrente Thuras a circa 4 km e mezzo da Cesana Torinese, cui è collegata con una strada, che si dirama dall'abitato di Bousson. Gode di un panorama sui Monti della Luna e il monte Chaberton. La borgata, composta da 58 edifici (in prevalenza baite con i tipici tetti in legno formati da listelli detti scandole), è posta su un terreno per lo più ripido ed è attorniata da prati che mostrano ancora segni di coltivazioni praticate fino alla prima metà del Novecento.

## Storia
Thures, da Turi ovvero pietre di Tufo, è un antico abitato già citato in pergamene e documenti del Trecento oggi conservati nell'archivio storico del comune di Cesana.
La borgata, fino alla prima metà del Novecento, era centro di una vivace comunità montana che arrivò a contare circa 800 abitanti: nel 1910 gli abitanti di Thures erano 208. Nel 2020 la popolazione residente è ridotta a una decina di persone. Tracce di questa storia si ritrovano nelle architetture in parte abbandonate delle case con grandi fienili, nei numerosi forni e nei prati, un tempo campi coltivati anche a patate e orzo. Thures fu un comune autonomo fino al 1928, anno nel quale venne aggregato a Cesana Torinese.

## Monumenti e luoghi d'interesse

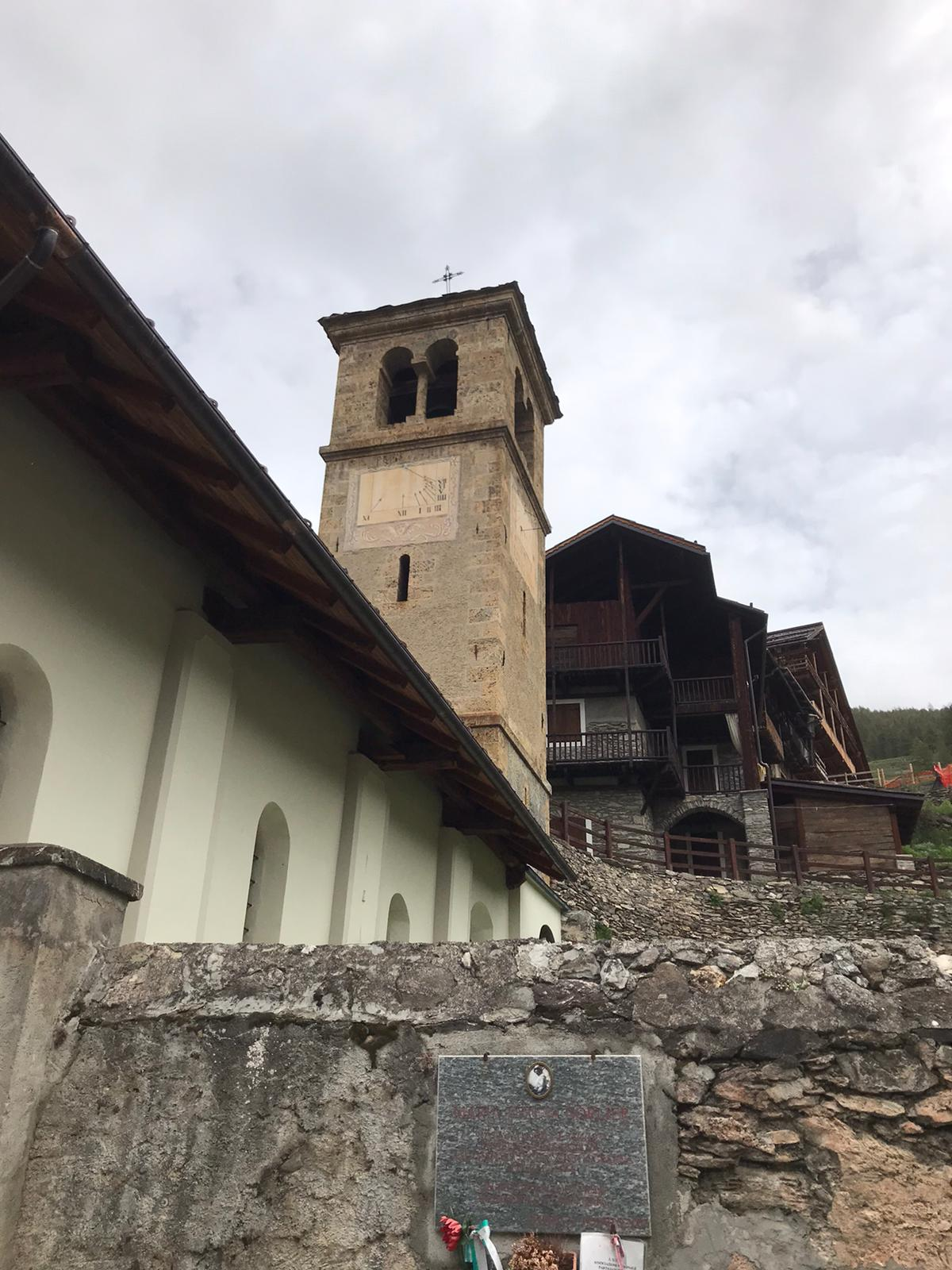
Santa Maria Maddalena

Sulla piccola piazza della borgata, dove termina la strada asfaltata, si affaccia la Chiesa parrocchiale dedicata a Santa Maria Maddalena con un antico campanile.
La chiesa, edificata a partire dalla metà del Quattrocento, è a tre navate. Sebbene piuttosto rimaneggiata, conserva alcuni elementi costruttivi interessanti: tozze colonne in pietra con capitello, al di sopra dell´altare una volta a crociera costolonata in cui si vedono antichi capitelli scolpiti con figure antropomorfe, una ricca pala barocca dietro l´altare e un crocifisso ligneo sospeso al centro della navata maggiore. Il campanile presenta delle bifore e una copertura in pietra.
Antistante la chiesa, si trova una pregevole fontana con vasca ottagonale in pietra risalente al 1623 che porta scolpiti nella pietra i simboli del Delfinato.

## Economia

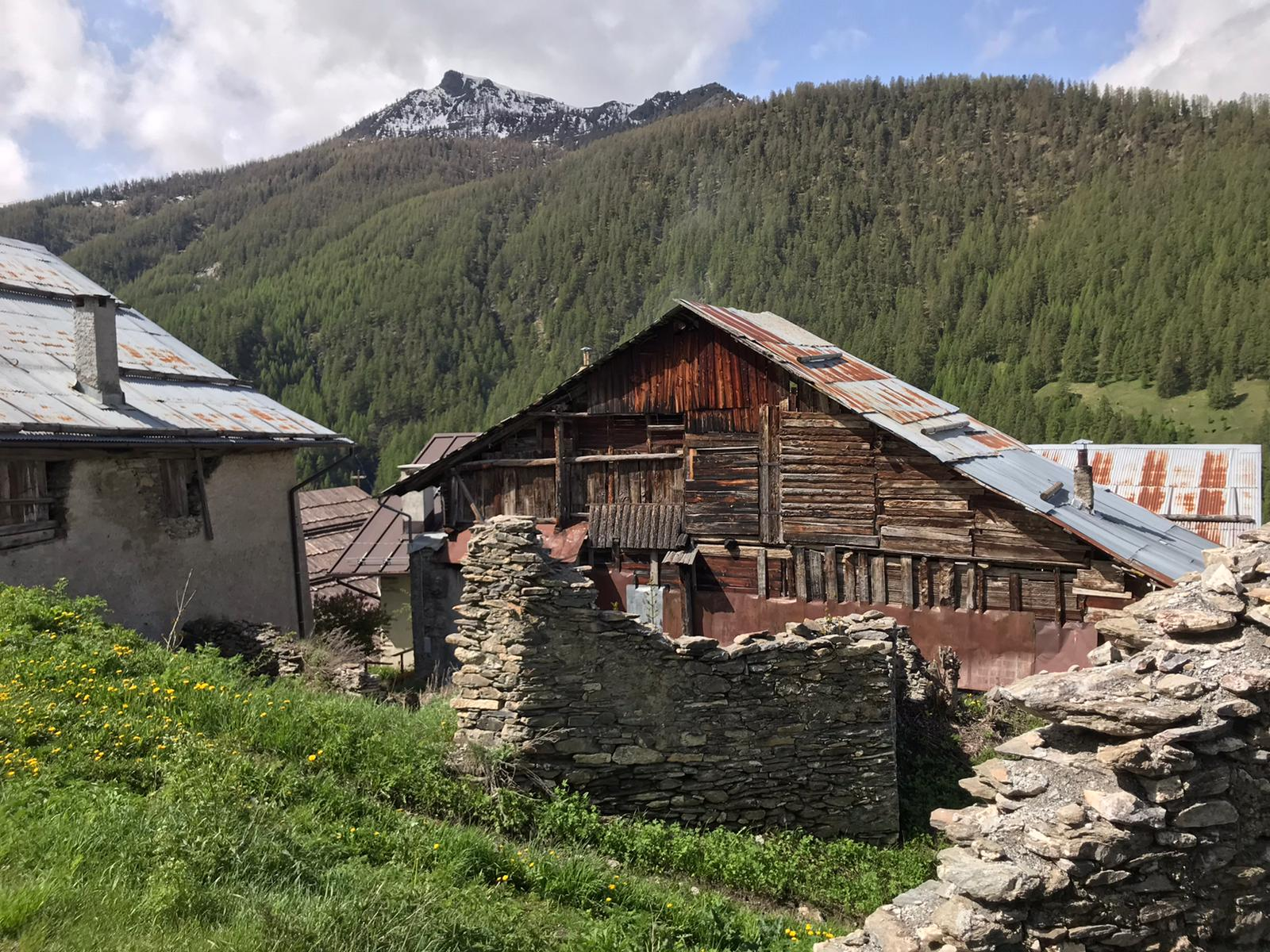
Una vecchia baita di Thures

Thures rappresenta un punto di partenza per molte escursioni sia estive sia invernali verso le vette della Valle Thuras e delle confinanti Valle Argentera, di Cervieres e Queyras. In estate è possibile praticare trekking, alpinismo (nella vicina borgata di Rhuilles c'è una piccola falesia) e mountain bike. In inverno è un punto di partenza per gite di sci alpinismo, passeggiate con le ciaspole oppure sci di fondo. Il comprensorio sciistico della Via Lattea è a 5 km (cabinovia di Cesana). La borgata ha nella piazza principale, dove termina la strada asfaltata, un rifugio alpino la cui costruzione risale al 1714 (come testimonia un'incisione sul monaco della facciata).